# Como tú no hay 2
A Como tú no hay 2 egy 2020-as mexikói teleregény, amelyet Ximena Suárez alkotott. A főbb szerepekben Adrián Uribe, Claudia Martín, Azela Robinson, Ferdinando Valencia és Aylín Mújica látható.
Mexikóban 2020. február 24-én a Las Estrellas, Magyarországon még nem mutatták be.

## Cselekmény
A sorozat Toño (Adrián Uribe) körül forog, aki véletlenül rájön, hogy valószínűleg van egy ikertestvére, Ricardo (Adrián Uribe), egy előkelő férfi, aki egy nagy cégnél dolgozik. Miután Ricardo balesetet szenved, Toño váltja őt, és a szerelem idillijét éli Natalia (Claudia Martín) mellett, egy nő mellett, akit Ricardóval eljegyeztek. A baleset után Ricardo amnéziában szenved, és kapcsolatba kerül szomszédjával, Fabianával (Estefanía Hinojosa), egy kedves, egyszerű és őszinte fiatal nővel, aki gyerekkoruk óta szerelmes Tonóba. Ricardo apránként azt gyanítja, hogy az élet, amit él, nem az övé, és megpróbálja felfedezni az igazságot.

## Szereplők
| Színész                 | Szereplő                                            | Magyar hang |
| ----------------------- | --------------------------------------------------- | ----------- |
| Adrián Uribe            | Antonio "Toño" Cortés Molina / Ricardo Reyes Alonso |             |
| Claudia Martín          | Natalia "Naty" Lira Vargas                          |             |
| Azela Robinson          | Luz María Molina de Cortés "Luchita"                |             |
| Ferdinando Valencia     | Damián Fuentes Jasso                                |             |
| Aylín Mújica            | Oriana Jasso                                        |             |
| Alejandro Ávila         | Germán Muñoz                                        |             |
| Sergio Reynoso          | Félix Cortés "El Bacalao"                           |             |
| María Fernanda García   | Amelia Campos "La Pastora"                          |             |
| María de la Fuente      | Charlotte Burgos                                    |             |
| Gerardo Murguía         | Claudio Reyes Alonso                                |             |
| Lore Graniewicz         | Renata Cortés                                       |             |
| Cecilia Romo            | Doña Remedios                                       |             |
| Leticia Huijara         | Sol Morales                                         |             |
| Henry Zakka             | Federico "Fede" Mercurio                            |             |
| Juan Pablo Gil          | Adán Orozco Campos                                  |             |
| Jessica Díaz            | Tina Rebolledo                                      |             |
| José Carlos Femat       | Daniel Silva                                        |             |
| Juana Arias             | Valeria Fuentes Jasso                               |             |
| Gema Garoa              | Luna Morales                                        |             |
| Gabriela Carrillo       | Ivette Altamira                                     |             |
| Carlos Said             | Luis Ramírez                                        |             |
| Lucía Silva             | Mariana Díaz                                        |             |
| Giovanna Romo           | Estrella Morales                                    |             |
| Héctor Holten           | Edgar Orozco                                        |             |
| Mayra Rojas             | Dora Sánchez                                        |             |
| Ramiro Tomasini         | Diego                                               |             |
| Mario Alberto Monroy    | Benjamín Cruz "Crucita"                             |             |
| Benjamín Cruz "Crucita" | Fabiana Orozco Campos                               |             |

## Évados áttekintés
| Évad | Évad | Epizódok száma | Eredeti sugárzás  | Eredeti sugárzás | Eredeti sugárzás | Magyar sugárzás | Magyar sugárzás | Magyar sugárzás |
| Évad | Évad | Epizódok száma | Évadpremier       | Évadfinálé       | Eredeti adó      | Évadpremier     | Évadfinálé      | Magyar adó      |
| ---- | ---- | -------------- | ----------------- | ---------------- | ---------------- | --------------- | --------------- | --------------- |
|      | 1.   | 75             | 2020. február 24. | 2020. június 5.  |                  |                 |                 |                 |